# Джелепов, Венедикт Петрович
Венеди́кт Петро́вич Джеле́пов (12 апреля 1913, Москва — 12 марта 1999, Дубна, Московская область) — советский физик, член-корреспондент АН СССР (1966). Дважды лауреат Сталинской премии (1951, 1953). Брат физика-ядерщика Бориса Джелепова.

## Биография
Окончил девятилетнюю школу в городе Солигалич Костромской области. В 1930 — 1932 годы работал электромонтёром в Ленинграде.
В 1932—1937 годах — студент ЛПИ имени М. И. Калинина.
Младший научный сотрудник Радиевого института АН СССР, работал под руководством И. В. Курчатова.
В 1937—1941 годах проходил службу в РККА. Участник Советско-финской войны.
В 1941—1943 годах — научный сотрудник ЛФТИАН имени А. Ф. Иоффе, работал в эвакуации в городе Казань.
В 1943—1948 годах — заместитель начальника сектора Лаборатории № 2 АН СССР (ныне — РНЦ «Курчатовский институт»).
Член ВКП(б) с 1946 года.
В 1947 году защитил диссертацию на соискание учёной степени кандидата физико-математических наук.
В 1948—1954 годах — заместитель начальника «Гидротехнической лаборатории» (ГТЛ) АН СССР (Дубна), которая была в 1954 г. переименована в Институт ядерных проблем АН СССР.
В 1954—1956 годах — заместитель директора Института ядерных проблем Академии наук СССР (Дубна).
В 1954 году защитил диссертацию на соискание учёной степени доктора физико-математических наук.
В 1956 году избран председателем диссертационного совета Высшей аттестационной комиссии при Лаборатории ядерных проблем Объединённого института ядерных исследований (г. Дубна).
С 1956 по 1989 год — директор Лаборатории ядерных проблем Объединённого института ядерных исследований (Дубна).
С 1957 по 1975 год — член Учёного совета Объединённого института ядерных исследований. В 1961 году присвоено учёное звание профессора.
В 1962—1970 годах — председатель экспертной комиссии по физике и астрономии Высшей аттестационной комиссии Министерства высшего и среднего специального образования СССР.
В 1966 году избран членом-корреспондентом АН СССР и делегатом XXIII съезда КПСС от Московской области.
В 1977—1982 — член Международного комитета по будущим ускорителям (ICFA) при Международном союзе теоретической и прикладной физики.
С 1989 года — почётный директор Лаборатории ядерных проблем Объединённого института ядерных исследований.
Член редакционных коллегий периодических научных изданий «Журнал экспериментальной и теоретической физики» (1961—1988), «Физика элементарных частиц и атомного ядра» (с 1970 года), «Particle Ассеlеrаtоrs» (1970—1988), «Muon Catalyzed Fusion» (с 1987 года).
Умер 12 марта 1999 года. Похоронен на Головинском кладбище Москвы (участок № 16).

## Научные исследования
Научные исследования посвящены ядерной физике, физике элементарных частиц, физике и технике ускорителей.
Принимал участие в сооружении первого советского синхроциклотрона в Дубне, первого в мире ускорителя со спиральной вариацией магнитного поля.
Работал также в области применения ядерной физики в медицине для лечения онкологических болезней.

## Награды
- орден Ленина (1951)
- орден Октябрьской революции (1983)
- два ордена Трудового Красного Знамени (1962, 1974)
- орден Дружбы (1996)
- медали
- Сталинская премия второй степени ( 1951) — за участие в строительстве, монтаже, пуске и освоении мощного синхроциклотрона.
- Сталинская премия (1953)
- Золотая медаль имени И. В. Курчатова (1986)[3]
- Почётный гражданин города Дубны

## Память

Памятник Бруно Понтекорво и Венедикту Джелепову в Дубне

- Имя В. П. Джелепова носит улица в городе Дубна Московской области[4].
- Имя носит Лаборатория ядерных проблем Объединённого института ядерных исследований (г. Дубна, Московская обл.).
- 20 сентября 2013 года в Дубне открыт памятник академику Бруно Понтекорво и Венедикту Джелепову (авторы — скульпторы Д. Ярмин и В. Сергеев)[5].
- Ежегодный Джелеповский теннисный турнир памяти член-корреспондентов РАН, лауреатов Государственных премий братьев Венедикта и Бориса Джелеповых (Дубна, Московская обл.).